# レンフェ289形電気機関車
レンフェ289形電気機関車（スペイン語: Serie 289 de Renfe、旧形式番号スペイン国鉄8900形電気機関車）はスペイン国鉄（レンフェ）の電気機関車。日本の三菱重工業三原製作所（車体）と三菱電機（電気機器）、およびスペイン国内企業2社（車体 - CAF、電気機器 - スペイン国立電気機械製造会社 [CENEMESA]）において、三菱電機のライセンスにより製造された。

## 概要
279形電気機関車と同様、当時同国内に存在した1,500 Vと3,000 Vの異なった直流電化方式の区間で運用するため複電圧仕様となっているが、279形電気機関車と比べ出力が若干増強されている。
車体のデザインは日本国有鉄道のEF60形電気機関車やEF65形電気機関車（基本・500番台）と類似の箱型ものであるが、279形電気機関車と同様にパンタグラフは菱形ではなく現地で採用され始めていたシングルアーム形となっており、全高も低く平べったい印象を与えるが、これは現地における運用路線の一部のトンネルの高さが関係していると推定される。
1969年に三菱重工業三原製作所で289-001（8901）号機と289-002（8902）号機の2両が製造されたあと、3両目となる289-003（8903）号機からはスペイン国内でのライセンス生産が開始された。最終的に同年から1972年にかけて日本で2両、スペインで38両の計40両が製造され、客貨両用機の特性を十分に生かす運用を行い、旅客列車では最高速度130 km/h、貨物列車では最高速度80 km/hに対応していた。

## 沿革
最初に配備されたのはマドリードとミランダ・デ・エブロであり、両都市とフランスのアンダイエを結ぶマドリード＝アンダイエ線およびミランダ・デ・エブロとビルバオを結ぶカステホン＝ビルバオ線において運用を開始した。本形式が導入された当時、上記の区間の多くは直流1,500 Vで電化が施されていたが、新たに電化された区間は直流3,000 Vとなっていたことから、両者の間を同様の性能で走行することが可能な性能を活かし、客貨両用の活躍を見せた。
1973年からは三菱電機製の電気機器を使いつつ、車体や台車の艤装一式を完全にスペイン国内において行う269形電気機関車の製造が開始され、それに合わせるかのように本形式も運用範囲を広げ、バルセロナを発着するTEEのカタラン・タルゴなどの列車の牽引も始めた。
その後、一部の車両が高速旅客列車牽引用として抜擢され、それらの車両に対し最高速度140 km/h対応改造が施された。
1990年代まで第一線で活躍したが、VVVFインバーターに代表される新機能を多く盛り込んだ252形電気機関車などが登場すると徐々に主役の座から退き始めた。そこで、同年代後半より、状態が良く今後も運用される車両に対し、更新工事を開始した。それにより、前面の二枚窓がパノラミックウインドウから平面ガラスに交換され、同時に窓抑えのHゴムも撤去されたほか、乗降扉横の2つに分かれている窓を1つのユニットサッシ窓へ交換する工事も行われた。さらに、更新工事を受けた車両の中から一部を2両固定で運用することとなり、この対象となった車両は片方の運転台を撤去し、撤去した運転台側を背中合わせにして2両を結合・固定させ、機関士の移動のための貫通路を設置し、一つの機関車として生まれ変わった。この工事は1999年から2003年にかけて行われた。
この2両固定の車両は一般にタンデムと呼ばれ、100番台として番号が付けなおされた。2両は総括制御され、Bo'Bo'Bo'Bo'の4台車8軸、出力6,200kW、自重168ｔとして1両の2倍の性能を誇り、貨物列車牽引の運用に就いている。
更新工事を受けなかった車両に対しては順次機関区より疎開、そして1998年からは廃車が開始され、この流れは次第に更新工事を受けたものの、2両固定化改造の対象から外された車両にも波及した。
2020年現在、2両固定化改造を受けた100番台の車両を除くすべての車両が運用から離脱しているものの、289-015号機と289-020号機が保存されている。
100番台も2010年代に入ると同国内の中・長距離旅客列車の電車化で余剰となった、より新しい電気機関車と交代するようになり、2020年現在は2017年から2018年にかけて民間の貨物列車運行企業であるGo Transportへ売却された、トップナンバーを含む3ユニット（6両）のみが現役を続けている。

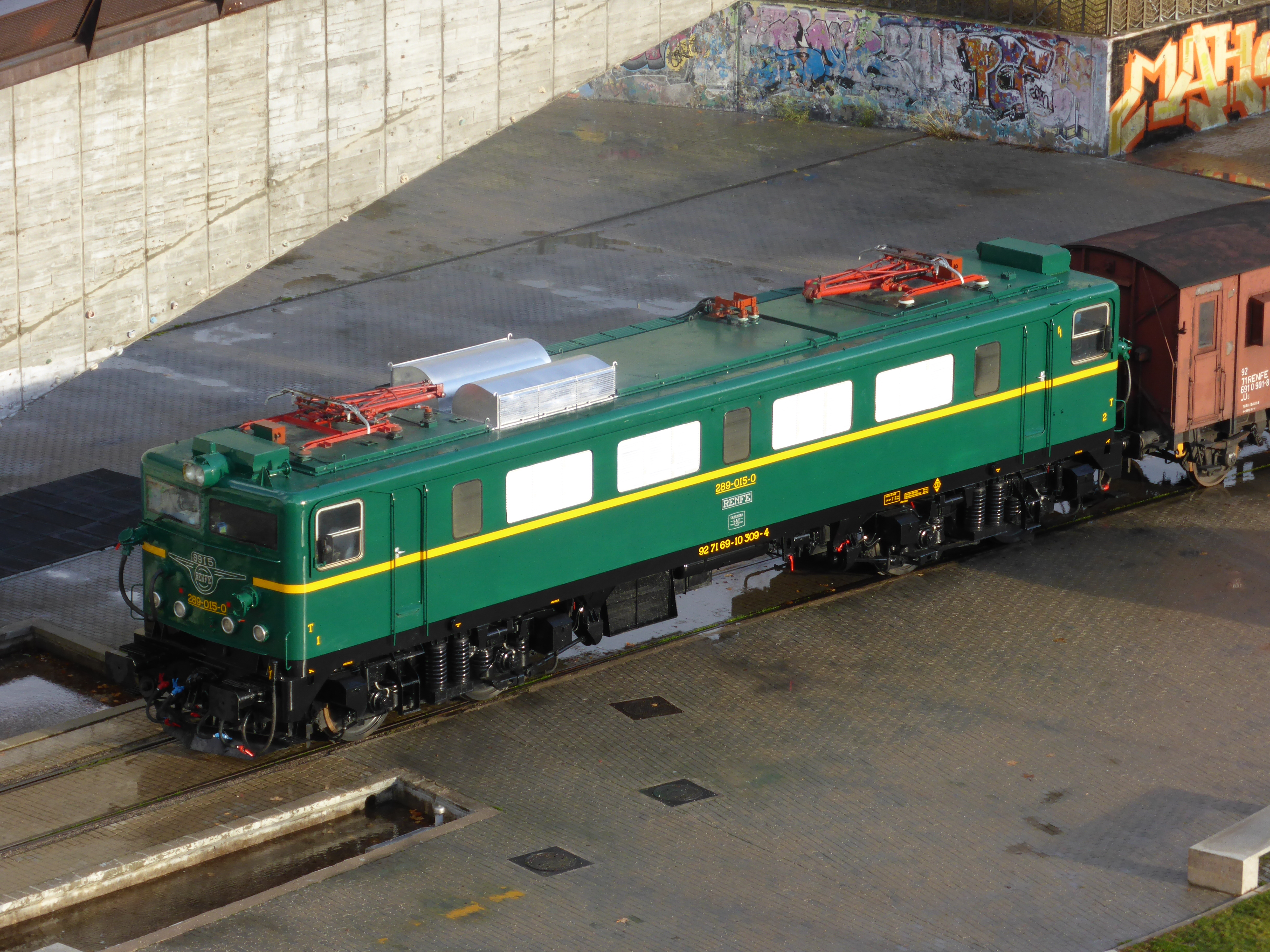
更新工事を受けた289-015号機 保存に伴い登場時の塗装に戻されている
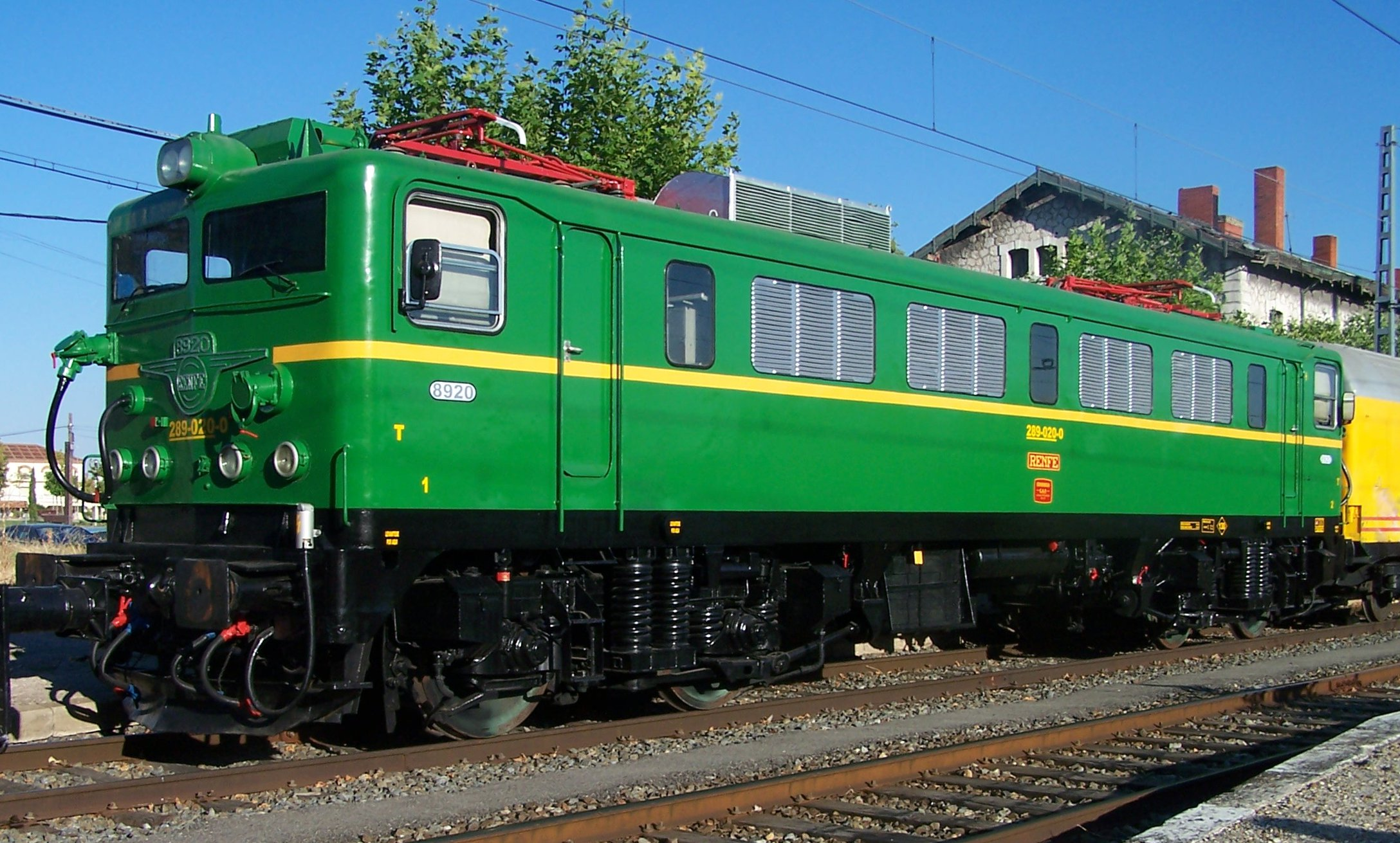
更新工事を受けた289-020号機 保存に伴い登場時の塗装に戻されている
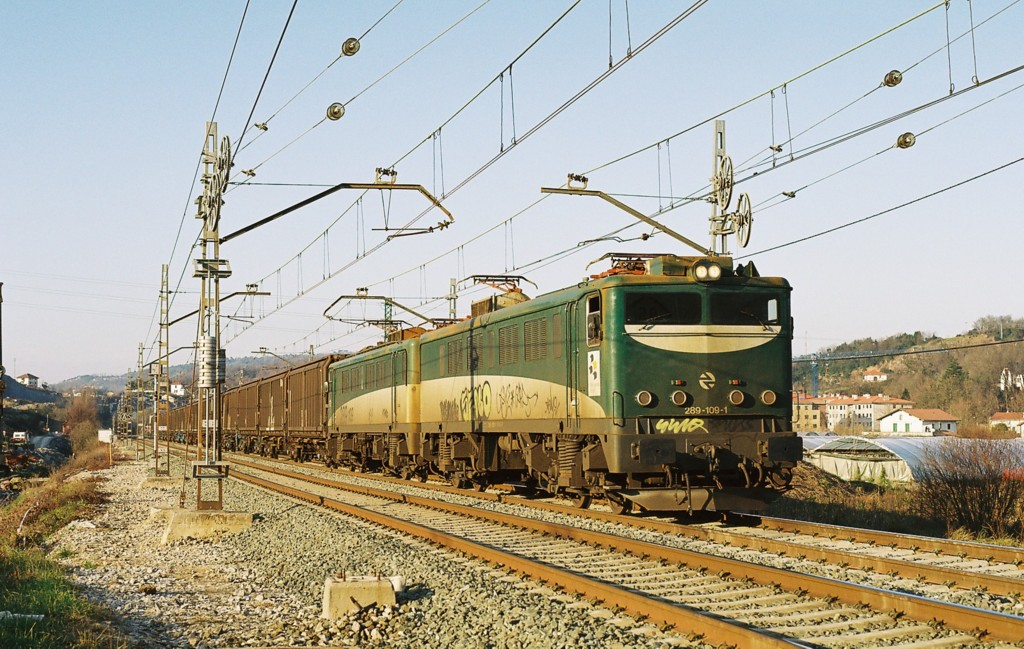
タンデムと呼ばれる2両固定の100番台（289-109号機）
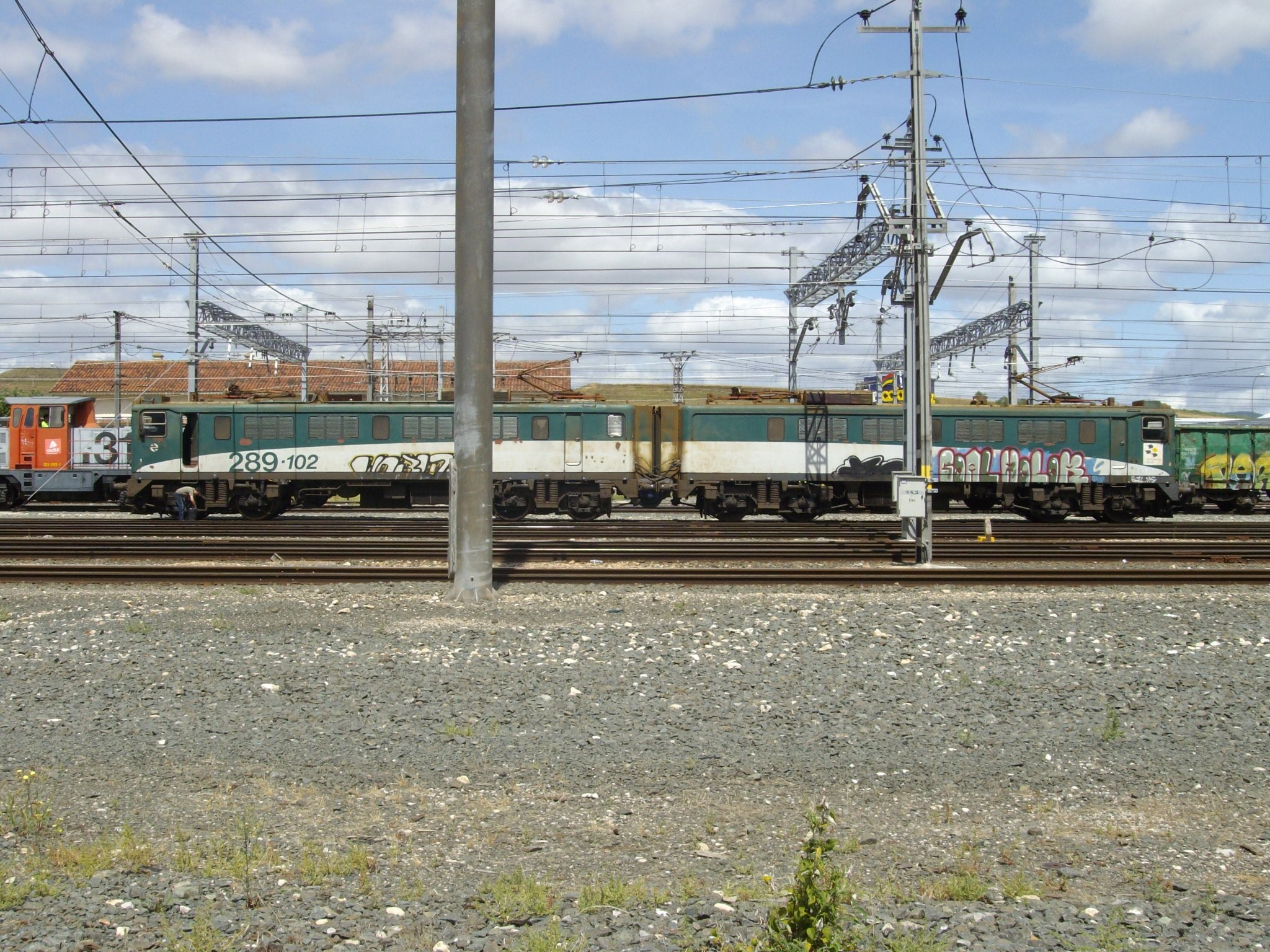
側面から見た100番台（289-102号機） 貫通路が確認できる